# Göllnitz
Göllnitz is een gemeente in de Duitse deelstaat Thüringen, en maakt deel uit van de Landkreis Altenburger Land. Met zeven andere gemeenten maakt Göllnitz deel uit van de Verwaltungsgemeinschaft Altenburger Land, een gemeentelijk samenwerkingsverband.
Göllnitz telt 329 inwoners.